# Nikocado Avocado
Nicholas Perry (* 19. května 1992 Cherson, Ukrajina), známý především jako Nikocado Avocado, je americká internetová celebrita a youtuber ukrajinského původu známý svými mukbangy na YouTube. Je známý také svými komediálními výkony a nabíráním nadváhy ve svých videích, kde často jí velmi velké porce jídel.
V lednu 2024 měl více než 8,6 milionů odběratelů a 2,5 miliardy zhlédnutí na všech svých šesti kanálech na platformě YouTube. Na sociální síti TikTok měla jeho videa přes 10 miliard zhlédnutí.
Dne 7. září 2024 vydal video s názvem Two Steps Ahead, které během 48 hodin nasbíralo přes 26 milionů zhlédnutí. Ve videu mluví o tom, jak poslední dva roky vydával jen předtočená videa a ve skutečnosti hubl. Říká, že zhubl 250 liber (113,4 kg).
Jeho nejnovější trend s názvem „Jsem dva kroky napřed“ zachvátil internet. Také to vyvolalo podezření a mnoho lidí vytvořilo teorie. Jedním ze známých příkladů může být teorie Niga, která teoretizuje jeho video jako falešné a že by mělo jít o video na černé listině.